# F200 (Nederland)
De F200 is een (snel)fietsroute in de provincie Noord-Holland. De route verbindt het centrum van Haarlem via Halfweg met dat van Amsterdam. De aanleg begon rond 2009; het was daarbij de bedoeling dat zoveel mogelijk gebruik gemaakt werd van bestaande fietspaden en wegen.
F200 verwijst naar de Rijksweg 200 (N200 en A200) waaraan zij op onderstaande traject grotendeels parallel loopt. Intensieve werkzaamheden aan die rijksweg zorgen dat er in 2019 omleidingen in de snelfietsroute noodzakelijk waren. Voor fietsers die meer recreatief tussen de steden willen reizen werd ook een route G200 bepaald. Deze route ligt ten noorden van de Rijksweg 200 en biedt op sommige plekken een verbinding of overstap naar of van de F200.

## Route
- Amsterdamse Poort - Station Haarlem Spaarnwoude
- Station Haarlem Spaarnwoude - Station Halfweg-Zwanenburg
- Station Halfweg-Zwanenburg - Amsterdam Sloterdijk
- Amsterdam Sloterdijk - Haarlemmerplein / Haarlemmerpoort